# ميخائيل هودجز
ميخائيل هودجز (بالإنجليزية: Michael Hodges)‏ هو كاتب أمريكي، ولد في 21 فبراير 1976 في وينفيلد في الولايات المتحدة.